# Атирауська міська адміністрація
Атира́уська міська адміністрація (каз. Атырау қаласы әкімдігі, рос. Атырауская городская администрация) — адміністративна одиниця у складі Атирауської області Казахстану. Адміністративний центр — місто Атирау.

## Населення
Населення — 385193 особи (2021; 258702 у 2009, 212786 у 1999, 199842 у 1989).
Національний склад (станом на 2016 рік):
- казахи — 260902 особи (86,33 %)
- росіяни — 29774 особи (9,85 %)
- корейці — 2945 осіб
- татари — 1945 осіб
- узбеки — 1154 особи
- українці — 736 осіб
- каракалпаки — 493 особи
- азербайджанці — 462 особи
- німці — 416 осіб
- вірмени — 341 особа
- даргинці — 223 особи
- болгари — 208 осіб
- білоруси — 192 особи
- греки — 120 осіб
- чеченці — 117 осіб
- лакці — 117 осіб
- грузини — 99 осіб
- інші — 1960 осіб

## Історія
22 вересня 1930 року у складі Гур'євського округу був утворений Гур'євський район з центром у місті Гур'єв і складі колишніх територій Іспульського, Новобогатинського та Яманхалинського районів. У грудні того ж року район перейшов у пряме підпорядкування Казахської АРСР, у лютому 1932 року перейшов до складу Західноказахстанської області, з 1 липня 1933 року — у складі Гур'євського округу. 31 серпня 1933 року район був ліквідований, територія розділена між Іспульським районом та новоутвореною Гур'євською міською радою обласного підпорядкування. 30 жовтня 1957 року район був відновлений у складі Гур'євської області, центром стало селище Консервний комбінат. 25 квітня 1961 року район перейменовано в Баликшинський район, центр перейменовано в селище Баликші. У липні 1988 року район був ліквідований. Станом на 1989 рік в підпорядкуванні Гур'євської міської ради обласного підпорядкування (місто Гур'єв) знаходились Баликшинська селищна рада (смт Баликші, село Водников), Жумискерська селищна рада (смт Жумискер) та Ленінградська сільська рада (село Ленінградське, селище Дальній); у складі Махамбетського району перебували Алмалинська сільська рада (села Алмали, Пам'ять Ільїча), Атирауська сільська рада (села Атирау, Жана-Талап, Зарослий, Курмангази), Дамбинська сільська рада (села Амангельди, Дамба, Пішний), Кайршахтинська сільська рада (села Бесікти, Талкайран, Томарли, селище Аспа), Кенузецька сільська рада (село Таскола), Плотовинська сільська рада (села Єркінкала, Ракуша, селище Сари-Озек), Придорожна сільська рада (села Новокирпичне, Придорожне, селища Геолог, Каработан, Тендик). У серпні 1990 року Баликшинський район відновлений.
1993 року були утворені Атирауська міська адміністрація обласного підпорядкування (місто Атирау), в підпорядкуванні Баликшинського району знаходились Баликшинська селищна адміністрація (селище Баликші, Акжайик, Водниково, Кокарна, Курсай), Жумискерська селищна адміністрація (селище Жумискер, село Рембаза), Аксайський сільський округ (села Акжар, Аксай), Атирауський сільський округ (села Атирау, Жанаталап, Зарослий, Курмангази), Геолозький сільський округ (села Бірлік, Геолог, Новокирпичне, станційні селища Карабатан, Тендик), Дамбинський сільський округ (села Амангельди, Дамба, Пішний), Єркінкалинський сільський округ (села Єркінкала, Ракуша), Каїршахтинський сільський округ (села Бесікти, Талкайран, Томарли), Кенузецький сільський округ (село Таскала); у складі Махамбетського району утворено Алмалинський сільський округ (села Алмали, Береке). 21 травня 1997 року Баликшинський район був ліквідований, територія увійшла до складу Атирауської міської адміністрації обласного підпорядкування.
2013 року Жумискерська селищна адміністрація перетворена в Жумискерський сільський округ, селище Жумискер стало селом; ліквідовано та включене безпосередньо до складу міста Атирау селище Баликші, Баликшинська селищна адміністрація перетворена в Баликшинський сільський округ (села Акжайик, Водниково, Кокарна, Курсай).. 2018 року були ліквідовані Баликшинський та Жумискерський сільські округи, їхні населені пункти включені безпосередньо до складу міста Атирау. 15 березня 2019 року було ліквідовано Геолозький сільський округ, населені пункти якого (села Бірлік, Геолог, Новокирпичне, станційні селища Карабатан, Роз'їзд 496, Тендик) увійшли безпосередньо до складу міста Атирау. 28 червня 2019 року до складу міської адміністрації був включений Алмалинський сільський округ Махамбетського району площею 71,45 км², а саме села Алмали та Береке. 30 вересня 2022 року було ліквідовано Аксайський сільський округ, населені пункти якого (села Акжар, Аксай) і територія площею 65,64 км² передані до складу Каїршахтинського сільського округу.

### Території, включені до складу міста Атирау
2013 року — Баликшинська селищна адміністрація
| Населений пункт | Колишні назви | Населення, осіб (1989) | Населення, осіб (1999) | Населення, осіб (2009) |
| --------------- | ------------- | ---------------------- | ---------------------- | ---------------------- |
| Баликші, село   | -             | 16885                  | 17092                  | 12954                  |

2018 року — Баликшинський сільський округ
| Населений пункт | Колишні назви   | Населення, осіб (1989) | Населення, осіб (1999) | Населення, осіб (2009) |
| --------------- | --------------- | ---------------------- | ---------------------- | ---------------------- |
| Акжайик, село   | частина Баликші | -                      | 1888                   | 2191                   |
| Водниково, село | Водников        | 570                    | 450                    | 629                    |
| Кокарна, село   | частина Баликші | -                      | 1082                   | 2534                   |
| Курсай, село    | частина Баликші | -                      | 2465                   | 3062                   |

2018 року — Жумискерський сільський округ
| Населений пункт | Колишні назви   | Населення, осіб (1989) | Населення, осіб (1999) | Населення, осіб (2009) |
| --------------- | --------------- | ---------------------- | ---------------------- | ---------------------- |
| Жумискер, село  | -               | 6524                   | 6695                   | 9498                   |
| Рембаза, село   | частина Баликші | -                      | 1993                   | 2625                   |

2019 року — Геолозький сільський округ
| Населений пункт             | Колишні назви | Населення, осіб (1989) | Населення, осіб (1999) | Населення, осіб (2009) |
| --------------------------- | ------------- | ---------------------- | ---------------------- | ---------------------- |
| Бірлік, село                | Придорожне    | 1685                   | 1623                   | 2839                   |
| Геолог, село                | -             | 2943                   | 4108                   | 8256                   |
| Карабатан, станційне селище | Каработан     | 206                    | 107                    | 135                    |
| Новокирпичне, село          | -             | 391                    | 276                    | 211                    |
| Роз'їзд 496, село           | -             | -                      | 88                     | 92                     |
| Тендик, станційне селище    | -             | 103                    | 131                    | 183                    |

## Склад
| Поселення                       | Площа | Населення, осіб (1989) | Населення, осіб (1999) | Населення, осіб (2009) | Населення, осіб (2021) | Центр       | К-ть НП |
| ------------------------------- | ----- | ---------------------- | ---------------------- | ---------------------- | ---------------------- | ----------- | ------- |
| Атирау, місто                   | -     | 149261                 | 151682                 | 180311                 | 306548                 | -           | 1       |
| - Акжайик, село                 | -     | -                      | 1888                   | 2191                   | -                      | -           | -       |
| - Баликші, село                 | -     | 16885                  | 17092                  | 12954                  | -                      | -           | -       |
| - Бірлік, село                  | -     | 1685                   | 1623                   | 2839                   | -                      | -           | -       |
| - Водниково, село               | -     | 570                    | 450                    | 629                    | -                      | -           | -       |
| - Геолог, село                  | -     | 2943                   | 4108                   | 8256                   | -                      | -           | -       |
| - Жумискер, село                | -     | 6524                   | 6695                   | 9498                   | -                      | -           | -       |
| - Карабатан, станційне селище   | -     | 206                    | 107                    | 135                    | -                      | -           | -       |
| - Кокарна, село                 | -     | -                      | 1082                   | 2534                   | -                      | -           | -       |
| - Курсай, село                  | -     | -                      | 2465                   | 3062                   | -                      | -           | -       |
| - Новокирпичне, село            | -     | 391                    | 276                    | 211                    | -                      | -           | -       |
| - Рембаза, село                 | -     | -                      | 1993                   | 2625                   | -                      | -           | -       |
| - Роз'їзд 496, село             | -     | -                      | 88                     | 92                     | -                      | -           | -       |
| - Тендик, станційне селище      | -     | 103                    | 131                    | 183                    | -                      | -           | -       |
| Алмалинський сільський округ    | -     | 2050                   | 2165                   | 3208                   | 6807                   | Алмали      | 2       |
| Атирауський сільський округ     | -     | 4189                   | 4946                   | 6822                   | 10494                  | Кизил-Балик | 3       |
| Дамбинський сільський округ     | -     | 2469                   | 2445                   | 3043                   | 4196                   | Дамба       | 2       |
| Єркінкалинський сільський округ | -     | 3120                   | 3702                   | 5138                   | 16549                  | Єркінкала   | 2       |
| Каїршахтинський сільський округ | -     | 7827                   | 8180                   | 12000                  | 31587                  | Томарли     | 5       |
| Кенузецький сільський округ     | -     | 1619                   | 1668                   | 2971                   | 9012                   | Таскала     | 1       |

## Найбільші населені пункти
Населені пункти з чисельністю населення понад 5000 осіб:
| № | Населений пункт | Населення, осіб (1989) | Населення, осіб (1999) | Населення, осіб (2009) | Населення, осіб (2021) |
| - | --------------- | ---------------------- | ---------------------- | ---------------------- | ---------------------- |
| 1 | Атирау          | 149261                 | 151682                 | 180311                 | 306548                 |
| 2 | Томарли         | 2657                   | 3050                   | 5036                   | 18879                  |
| 3 | Єркінкала       | 2099                   | 2536                   | 3333                   | 10939                  |
| 4 | Таскала         | 1619                   | 1668                   | 2971                   | 9012                   |
| 5 | Акжар           | 296                    | 2406                   | 3337                   | 5815                   |
| 6 | Ракуша          | 591                    | 1166                   | 1805                   | 5610                   |
| 7 | Жанаталап       | 1183                   | 1511                   | 2605                   | 5307                   |